# Liste der Baudenkmale in Hemsbünde
In der Liste der Baudenkmale in Hemsbünde sind alle Baudenkmale der niedersächsischen Gemeinde Hemsbünde aufgelistet. Die Quelle der Baudenkmale ist der Denkmalatlas Niedersachsen. Der Stand der Liste ist der 20. Oktober 2020.

## Allgemein
In den Spalten befinden sich folgende Informationen:
- Lage: die Adresse des Baudenkmales und die geographischen Koordinaten. Kartenansicht, um Koordinaten zu setzen. In der Kartenansicht sind Baudenkmale ohne Koordinaten mit einem roten Marker dargestellt und können in der Karte gesetzt werden. Baudenkmale ohne Bild sind mit einem blauen Marker gekennzeichnet, Baudenkmale mit Bild mit einem grünen Marker.
- Bezeichnung: Bezeichnung des Baudenkmales
- Beschreibung: die Beschreibung des Baudenkmales. Unter § 3 Abs. 2 NDSchG werden Einzeldenkmale und unter § 3 Abs. 3 NDSchG Gruppen baulicher Anlagen und deren Bestandteile ausgewiesen.
- ID: die Objekt-ID des Baudenkmales
- Bild: ein Bild des Baudenkmales, ggf. zusätzlich mit einem Link zu weiteren Fotos des Baudenkmals im Medienarchiv Wikimedia Commons. Wenn man auf das Kamerasymbol klickt, können Fotos zu Baudenkmalen aus dieser Liste hochgeladen werden:

## Hemsbünde

### Einzelbaudenkmale
| Lage                                             | Bezeichnung              | Beschreibung                                                                                          | ID       | Bild |
| ------------------------------------------------ | ------------------------ | --- | -------- | ---- |
| Rotenburger Straße 54 53° 5′ 27″ N, 9° 27′ 43″ O | Wohn-/Wirtschaftsgebäude | Vierständer-Hallenhaus von 1819 in Fachwerk mit reetgedeckten Krüppelwalmdach und Niedersachsengiebel | 31026060 | BW   |
| Rotenburger Straße 58 53° 5′ 26″ N, 9° 27′ 45″ O | Wohn-/Wirtschaftsgebäude | Zweiständer-Hallenhaus von 1819 in Fachwerk, teilw. mit Krüppelwalmdach                               | 31026042 | BW   |

## Hassel

### Einzelbaudenkmale
| Lage                                             | Bezeichnung              | Beschreibung                                                                                 | ID       | Bild |
| ------------------------------------------------ | ------------------------ | -------------------------------------------------------------------------------------------- | -------- | ---- |
| Hasseler Dorfstraße 5 53° 3′ 25″ N, 9° 27′ 57″ O | Wohn-/Wirtschaftsgebäude | Zweiständer-Hallenhaus von um 1800 in Fachwerk und teils Backstein sowie mit Krüppelwalmdach | 31026002 |      |
| Zum Hasselbach 1 53° 3′ 48″ N, 9° 27′ 10″ O      | Wohn-/Wirtschaftsgebäude | Vierständer-Hallenhaus von um 1895 in Fachwerk mit reetgedeckten Satteldach                  | 31026022 |      |

### Ehemaliges Baudenkmal
| Lage                                             | Bezeichnung              | Beschreibung | ID       | Bild |
| ------------------------------------------------ | ------------------------ | --- | -------- | ---- |
| Hasseler Dorfstraße 3 53° 3′ 27″ N, 9° 27′ 55″ O | Wohn-/Wirtschaftsgebäude | Das langgestreckte Zweiständer-Hallenhaus wurde 1994 wegen der Veränderungen aus dem Denkmalverzeichnis gestrichen. | 31025985 | BW   |

## Worth

### Einzelbaudenkmale
| Lage                              | Bezeichnung              | Beschreibung                                                                       | ID       | Bild |
| --------------------------------- | ------------------------ | ---------------------------------------------------------------------------------- | -------- | ---- |
| Worth 1 53° 5′ 13″ N, 9° 27′ 4″ O | Wohn-/Wirtschaftsgebäude | Zweiständer-Hallenhaus von um 1800 in Fachwerk mit ziegelgedecktem Krüppelwalmdach | 31026083 |      |

### Ehemaliges Baudenkmal
| Lage                                          | Bezeichnung | Beschreibung | ID       | Bild |
| --------------------------------------------- | ----------- | --- | -------- | ---- |
| Zur Schnuckenheide 53° 4′ 25″ N, 9° 27′ 14″ O | Friedhof    | Friedhof beider Ortschaften Hastedt und Worth, 1921 mit einem Gefallenendenkmal angelegt, 1953 umgestaltet, ab 2021 nicht mehr im Denkmalverzeichnis | 49951799 | BW   |